# Friedrich Gauwerky

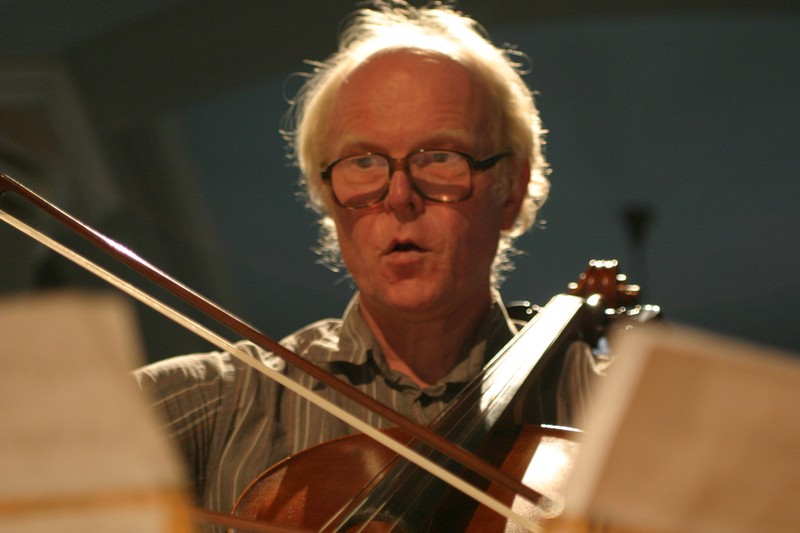
Friedrich Gauwerky (2005)

Friedrich Gauwerky (* 17. Februar 1951 in Hamburg) ist ein deutscher Cellist, Hochschullehrer und Interpret mit einem Schwerpunkt auf Neuer Cello-Musik.

## Biografie
Sein Debüt gab Gauwerky im Alter von zwölf Jahren in Hamburg, mit 17 Jahren erhielt er 1968 den Preis des Philharmonischen Orchesters Hamburg. Zwischen 1965 und 1970 wurde er von Wilfried Boettcher betreut, anschließend bis 1971 von Arthur Troester an der Hochschule für Musik und Theater Hamburg.
1971 trat Gauwerky ein in die Celloklasse von Siegfried Palm an der  Staatlichen Hochschule für Musik Rheinland in Köln. 1976 wurde er Palms Assistent, 1977 folgten die Künstlerische Diplomprüfung und das Konzertexamen. Zwei Meisterkurse bei Enrico Mainardi – 1969 in Salzburg und 1972 in Köln – rundeten seine Ausbildung ab.
Von 1984 bis 1989 lehrte Gauwerky künstlerisches Hauptfach Violoncello und Kammermusik an der Kölner Musikhochschule am Standort Wuppertal. Parallel dazu unterrichtete er an der Rheinischen Musikschule (Konservatorium der Stadt Köln). Bei den Darmstädter Ferienkursen für Neue Musik war er 1986, 1988 und 1994 Dozent.
Neben seiner Lehrtätigkeit trat Gauwerky immer auch als Solist und Kammermusiker auf. Von 1972 bis 1976 war er Cellist im Klavier-Trio der Kölner Musikhochschule, mit dem er 1976 beim Mendelssohn-Wettbewerb der deutschen Musikhochschulen ausgezeichnet wurde.
1974 wurde er Erster Cellist im Rheinischen Kammerorchester Köln und 1987 im Frankfurter Ensemble Modern, bevor er 1989 einen Ruf an die University of Adelaide in Australien annahm. Dort lehrte er von 1989 bis 1997 als Dozent für Violoncello, Kammermusik und Neue Musik.
In seiner Zeit an der University of Adelaide leitete Gauwerky von 1994 bis 1996 die Streicher-Abteilung der Universität („Head of Strings“). Zu seinen Aufgaben gehörte  zeitweilig auch die Leitung des Elder Conservatorium Symphony Orchestra. Als Erster Cellist  des australischen Elision Ensembles  setzte er sich 1990 bis 1997 erneut für zeitgenössische Musik ein.
Seit 1996 ist Gauwerkys Lebensmittelpunkt wieder in Köln. Von dort aus unternimmt er weltweite Konzertreisen als Solist und Kammermusiker – u. a. im Klaviertrio mit dem Geiger Saschko Gawriloff und der Pianistin Kristi Becker – sowie als Solist mit Sinfonieorchestern.
Seit 1989 lehrt Gauwerky auch in Form von Gast-Dozenturen sowie internationalen Meisterkursen und Meisterklassen in Europa, den USA und den Nachfolgestaaten der früheren Sowjetunion, darunter bisher an der Royal Academy of Music in London, an der University of California in San Diego, in Cambridge/UK, Huddersfield/UK, Liege, Odessa, Hannover, Dresden, Siegen, Arnsberg, Mannheim, Würzburg, Salzburg, Linz, Sydney, Wellington, Christchurch, Stellenbosch und Edmonton.
Neben seiner Konzerttätigkeit entstanden Rundfunk- und Fernsehproduktionen in Europa, USA, Asien und Australien sowie LP- und CD-Produktionen für Gesellschaften wie Deutsche Grammophon, Ricordi, Etcetera, Ed. M. F. Bauer oder ABC Classics.

## Auszeichnungen
- 1968: Preis des Philharmonischen Staatsorchesters Hamburg
- 1976: Preis des Mendelssohn-Wettbewerbs der deutschen Musikhochschulen

## Diskografie
- J. S. Bach: The Complete Chorals in an Arrangement for String Ensemble
- Danziger Barockmusik. Danziger Verlagsgesellschaft, Klausdorf/Schwentine (No. 66.21727-O1)
- Danzinger Hochzeits- und Kammermusik. Danziger Verlagsgesellschaft, Klausdorf/Schwentine (No. 66.23727-O1-1)
- F. Pütz: Cello Musik for Violoncello Solo. AMP Records, Köln (AMP 4785-K).
- Ch. Delz: Klavierquartett. Grammont, Lausanne (CTS-P 18-1 (LP); CTS-P 18-2 (CD)).
- Works for Violoncello solo by Dallapiaccola, Stockhausen, B.A. Zimmermann, T. Medek. Ed. Michael F. Bauer, Frankfurt a. M. (MFB FG)
- Klaus K. Hübler: Feuerzauber für Violoncello, drei Flöten und Harfe. Wergo/Deutsche Grammophon (WER 6524-2).
- Richard Barrett: Ne songe plus a fuir für Violoncello solo (Etcetera, KTC 1167)
- Brian Ferneyhough: Time and Motion Study No. 2 for Violoncello solo and electronics (Etcetera, KTC 1206)
- Thomas Reiner: Three Sketches (1986) for Violoncello solo; Newton Armstrong: Two Studies in Presence (1993) for Violoncello solo; Felix Werder: Violoncello Solo (1993) ABC Classics, Sydney 456 682-2.
- Richard Barrett: Von Hinter Dem Schmerz for Violoncello solo and Ensemble as part of Opening of the Mouth. ABC Classics 465 268-2.
- Friedrich Gauwerky Cello solo. ALBCD 013, Albedo-records Oslo. Darin: Y. Höller: Sonata for Violoncello solo; T. Cary: Messages; V. Heyn: Blues in B-flat; K. Saariaho: Petals und R. Barrett: Von Hinter Dem Schmerz. e
- Rainer Linz: The Rehearsal, NMNCD 0007, NMA Publications, Australien.
- From Johann Sebastian Bach to Bernd Alois Zimmermann. BME Records Germany 4018518032013. Darin: J.S. Bach: Suite No. 1 G-Dur BWV 1007; B. A. Zimmermann: Sonata for Cello solo (1960); Y. Diederichs: Eslo (1988); B. Spassov: Oga (1981); E.-M. Marton: Solo per Violoncello (1971); P. Hindemith: Sonata for Violoncello solo op. 25/3.
- Bernd Alois Zimmermann Chambermusic (Albedo, Norway, AlbCD 022). Darin: B. A. Zimmermann: Vier kurze Studien, Intercomunicazione, Presence etc.
- brave new world prosodisch – literary musical performance (klanglogo 701), zusammen mit Michael Basse (Text und Rezitation), Volker Heyn (Komposition und Elektronik) und Frieder von Ammon (E-Gitarre)
- John Cage. Solo for Cello (WERGO WER 6693 2). Darin: John Cage: Solo for Cello, 59 1/2 seconds for a string-player, Atlas Eclipticalis (version 2 2 Violoncelli), Variations I (version for Violoncello solo), Etudes Boreales I-IV.
- Ruben Sverre Gjertsen: Fluente for Violoncello solo, +3db records, Bergen, +3db 007.
- John Cage: Etudes Boreales, Harmonies, 10'40.3" (Wergo, WER 6718 2).
- Manfred Trojahn: Kammerkonzert (1973), NEOS 11060.

## Publikationen
- Brian Ferneyhough, Time and Motion Study No. II. In: Osnabrücker Beiträge zur Systematischen Musikwissenschaft Band 11 (Digital & Multimedia Music Publishing 2006).
- Befehlsempfänger? Mitschöpfer? John Cages vielschichtiges Verhältnis zum Interpreten. In: Neue Zeitschrift für Musik 5/2012.
- Das Violoncello und elektronische Medien. In: Neue Musikzeitung, 6/2012 – 7/2012.
- Das Violoncello in der Auseinandersetzung mit Elektronischen Medien. In: off-topic. Zeitschrift für Mediale Künste 1/2012.